# Marco Antônio Boiadeiro
Marco Antônio Ribeiro, conhecido como Marco Antônio Boiadeiro ou simplesmente Boiadeiro (Paulo de Faria, 13 de junho de 1965), é um ex-futebolista brasileiro que atuava como meia.
Jogou no Guarani, Vasco da Gama, Cruzeiro, Flamengo e Corinthians.

## Carreira
Aos 15 anos, foi convidado para fazer um teste no Botafogo-SP e chegou trajado de calça, fivela e bota de bico fino. Entre os 40 meninos da peneira, o jovem foi o único aprovado em definitivo. Ingressou nas categorias de base do clube, onde passou a jogar ao lado de Raí e também no profissional. No geral em toda passagem no clube, atuou em 269 jogos e marcando 21 gols.
O primeiro clube que apostou no talento de Boiadeiro foi o Guarani FC, que contratou o jogador em 1986. Naquele mesmo ano, o Guarani chegou até a final do Campeonato Brasileiro, perdendo o título para o São Paulo FC na disputa de pênaltis.
Três anos mais tarde, já vestindo a camisa do Vasco da Gama, Boiadeiro deu o troco no São Paulo, conquistando o título de Campeão Brasileiro de 89 em cima do tricolor paulista.
Depois do Vasco, Boiadeiro foi jogar no Cruzeiro, aonde veio a participar das conquistas de duas Supercopas e de uma Copa do Brasil. Neste período em que passou no Cruzeiro, Boiadeiro viveu, possivelmente, sua melhor fase técnica, tanto que chegou a ser convocado para a Seleção Brasileira, pela qual disputou a Copa América de 1993. Infelizmente, acabou perdendo a vaga na Seleção quando o Brasil foi eliminado pela Argentina nas quartas-de-final do torneio, depois de desperdiçar sua cobrança na disputa por pênaltis que a Argentina venceu por 6–5.
Em 1994, após três anos defendendo o Cruzeiro, Boiadeiro teve uma rápida passagem pelo Flamengo e, em seguida, transferiu-se para o Corinthians. Infelizmente, para os torcedores da Fiel, foi no Corinthians que o futebol de Boiadeiro começou a entrar em decadência.
Já em final de carreira, Boiadeiro chegou a atuar pelo Rio Branco-SP, Anápolis, Atlético Mineiro, América Mineiro, União Barbarense e Sãocarlense.
No dia 3 de maio de 2013, foi noticiada sua volta ao futebol, para disputar o quarta divisão paulista com o Tanabi Esporte Clube.

## Títulos
Vasco da Gama
- Campeonato Brasileiro: 1989
- Troféu Ramón de Carranza: 1989
- Taça Guanabara: 1990
- Taça Adolpho Bloch: 1990

Cruzeiro
- Supercopa Libertadores: 1991 e 1992
- Copa do Brasil: 1993
- Campeonato Mineiro: 1992

Corinthians
- Copa do Brasil: 1995
- Campeonato Paulista: 1995[13]

América Mineiro
- Campeonato Brasileiro de 1997- Serie B